# Leonardo Sernicola
Leonardo Sernicola (Civita Castellana, 30 luglio 1997) è un calciatore italiano, difensore della Cremonese.

## Carriera

### Club

#### Inizi, Ternana e anni in prestiti
Nato a Civita Castellana, Sernicola cresce calcisticamente nella Lazio, per poi passare ai rivali della Roma nel 2007 e, infine, alla Ternana nel 2011.
Dopo ottime stagioni nel settore giovanile, a partire dalla stagione 2015-2016 il club umbro lo inserisce nel giro della prima squadra alternandosi con la formazione Primavera, l'esordio arriva alla quarantesima giornata di campionato in occasione del pareggio interno avvenuto per 1-1 contro il Cesena subentrando al 63' minuto al posto di Fabiano Santacroce, la buona prestazione offerta dal ragazzo convince il mister Breda a schierarlo titolare per tutti i 90' minuti nelle due ultime partite di campionato.
La stagione successiva trova maggiore spazio divenendo a tutti gli effetti un elemento della prima squadra, ma a gennaio 2016 viene mandato in prestito per farli fare esperienza all'Unicusano Fondi militante in Lega Pro dove esordisce il 23 gennaio nel pareggio avvenuto per 1-1 contro il Catania, a fine stagione dopo 5 presenze fa ritorno in Umbria ma viene nuovamente ceduto in prestito al Matera in Serie C.

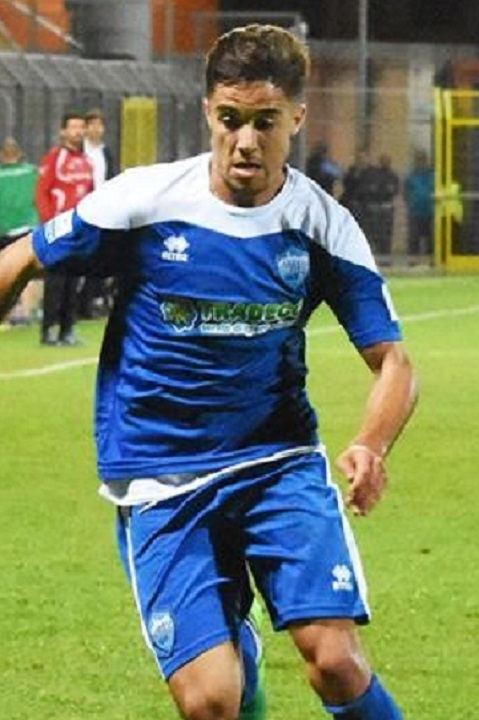
Sernicola al Matera nel 2017

#### Sassuolo e ulteriori prestiti
A fine stagione si è trasferito al Sassuolo, con cui ha esordito in Serie A all'ultima giornata nella sconfitta per 3-1 contro l'Atalanta.
Il 9 luglio 2019 passa in prestito secco all’Entella, club ligure neopromosso in Serie B. Segna il suo primo gol con i liguri (oltre che in Serie B) il 29 settembre in Benevento-Entella 1-1. Non trovando più spazio, il 29 gennaio 2020 passa in prestito all’Ascoli, sempre in B, in cambio di Moutir Chajia.
Il 25 settembre 2020 viene ceduto in prestito alla SPAL.

#### Cremonese e prestito al Pisa
Il 20 luglio 2021 viene ceduto nuovamente in prestito in cadetteria, questa volta alla Cremonese.
L'8 luglio 2022 venne riscattato dalla Cremonese, questa volta a titolo definitivo. Il 27 agosto segna il suo primo gol in serie A, accorciando le distanze nella sconfitta interna contro il Torino (1-2). Il 20 ottobre seguente, è decisivo in Coppa Italia, segnando una doppietta nei tempi supplementari nella partita dei sedicesimi contro il Modena, permettendo ai grigiorossi di passare il turno.
Il 23 gennaio 2025 viene ceduto in prestito al Pisa. Con i toscani conquista la promozione in serie A, ed il 9 maggio trova la sua prima rete, avviando la rimonta nel pareggio casalingo per 3-3 contro il Südtirol.

### Nazionale
Nel 2016 viene convocato da Massimo Piscedda per prendere parte con la B Italia all'amichevole contro l'Under-21 del 3 agosto.
Nel 2017 viene convocato per disputare i Mondiali Under-20: fa il suo esordio nella manifestazione nella terza giornata della fase a gironi, il 24 maggio 2017, partendo da titolare nella sfida contro il Giappone. Alla fine del torneo vedrà insieme al resto della squadra arrivare terzi nella competizione. Il 5 settembre viene convocato con la Nazionale Under-20 per il Torneo '8 nazioni'.

## Statistiche

### Presenze e reti nei club
Statistiche aggiornate al 13 maggio 2025.
| Stagione         | Squadra          | Campionato       | Campionato | Campionato | Coppe nazionali | Coppe nazionali | Coppe nazionali | Coppe continentali | Coppe continentali | Coppe continentali | Altre coppe | Altre coppe | Altre coppe | Totale | Totale |
| Stagione         | Squadra          | Comp             | Pres       | Reti       | Comp            | Pres            | Reti            | Comp               | Pres               | Reti               | Comp        | Pres        | Reti        | Pres   | Reti   |
| ---------------- | ---------------- | ---------------- | ---------- | ---------- | --------------- | --------------- | --------------- | ------------------ | ------------------ | ------------------ | ----------- | ----------- | ----------- | ------ | ------ |
| 2015-2016        | Ternana          | B                | 3          | 0          | CI              | 0               | 0               | -                  | -                  | -                  | -           | -           | -           | 3      | 0      |
| 2016-gen. 2017   | Ternana          | B                | 6          | 0          | CI              | 2               | 0               | -                  | -                  | -                  | -           | -           | -           | 8      | 0      |
| gen.-giu. 2017   | Fondi            | LP               | 5          | 0          | CI-LP           | -               | -               | -                  | -                  | -                  | -           | -           | -           | 5      | 0      |
| ago. 2017        | Ternana          | B                | 0          | 0          | CI              | 1               | 0               | -                  | -                  | -                  | -           | -           | -           | 1      | 0      |
| Totale Ternana   | Totale Ternana   | Totale Ternana   | 9          | 0          |                 | 3               | 0               |                    | -                  | -                  |             | -           | -           | 12     | 0      |
| ago. 2017-2018   | Matera           | C                | 34         | 3          | CI+CI-C         | 0+2             | 0               | -                  | -                  | -                  | -           | -           | -           | 36     | 3      |
| 2018-2019        | Sassuolo         | A                | 1          | 0          | CI              | 0               | 0               | -                  | -                  | -                  | -           | -           | -           | 1      | 0      |
| 2019-gen. 2020   | Virtus Entella   | B                | 5          | 1          | CI              | 1               | 0               | -                  | -                  | -                  | -           | -           | -           | 6      | 1      |
| gen.-giu. 2020   | Ascoli           | B                | 14         | 0          | CI              | -               | -               | -                  | -                  | -                  | -           | -           | -           | 14     | 0      |
| 2020-2021        | SPAL             | B                | 29         | 0          | CI              | 5               | 0               | -                  | -                  | -                  | -           | -           | -           | 34     | 0      |
| 2021-2022        | Cremonese        | B                | 33         | 0          | CI              | 1               | 0               | -                  | -                  | -                  | -           | -           | -           | 34     | 0      |
| 2022-2023        | Cremonese        | A                | 32         | 2          | CI              | 5               | 2               | -                  | -                  | -                  | -           | -           | -           | 37     | 4      |
| 2023-2024        | Cremonese        | B                | 36+4       | 1+1        | CI              | 3               | 0               | -                  | -                  | -                  | -           | -           | -           | 43     | 2      |
| 2024-gen. 2025   | Cremonese        | B                | 18         | 2          | CI              | 2               | 0               | -                  | -                  | -                  | -           | -           | -           | 20     | 2      |
| Totale Cremonese | Totale Cremonese | Totale Cremonese | 119+4      | 5+1        |                 | 11              | 2               |                    | -                  | -                  |             | -           | -           | 134    | 8      |
| gen.-giu. 2025   | Pisa             | B                | 13         | 1          | CI              | -               | -               | -                  | -                  | -                  | -           | -           | -           | 13     | 1      |
| Totale carriera  | Totale carriera  | Totale carriera  | 229+4      | 10+1       |                 | 22              | 2               |                    | -                  | -                  |             | -           | -           | 255    | 13     |